# 机电特殊大学
机电特殊大学（法文:École Spéciale de Mécanique et d'Électricité ，简称：ESME， ESME Sudria）是法国一间通用工程师学校，属于大学校（法文：grande école)。学校约有学生1500名

## 办学模式
里尔中央理工学校办学模式为通过三年大学教育培养高水平的通用工程师。这三年的学业包括前两年的基础教育和第三年的专业深入教育。
实施通用工程师教育：学生被要求掌握各种科学与技术的基本原理以及经济、管理及人文知识，除此之外还被要求具有人道主义精神与国际视野。每个学生在校期间必须到企业完成三次实习：一年级冬天为期4周的工人实习，第二年暑假为期13周的工程师实习以及第三年为期半年的工程师实习。
在第一年与第二年学生必须分小组与合作伙伴实现一项由学生自己提出的创新项目（Activité-projet），合作伙伴可以为企业，非政府组织，公共服务机构或研究所。